# لورنس أتي-زيج
لورنس أتي-زيج (بالإنجليزية: Lawrence Ati)‏ (29 نوفمبر 1996 بغانا - ) هو لاعب كرة قدم غاني في مركز حراسة المرمى. شارك مع منتخب غانا تحت 20 سنة لكرة القدم. أما مع النوادي، فقد لعب مع نادي ريد بل سالزبورغ ونادي ليفيرينج.

## وصلات خارجية
- لورنس أتي-زيج على موقع قاعدة بيانات كرة القدم.إي يو (الإنجليزية)
- لورنس أتي-زيج على موقع ناشيونال فوتبول تيمز (الإنجليزية)
- لورنس أتي-زيج على موقع Soccerway.com (الإنجليزية)
- لورنس أتي-زيج على موقع عالم كرة القدم.نت (الإنجليزية)